# Vitus Erbermann

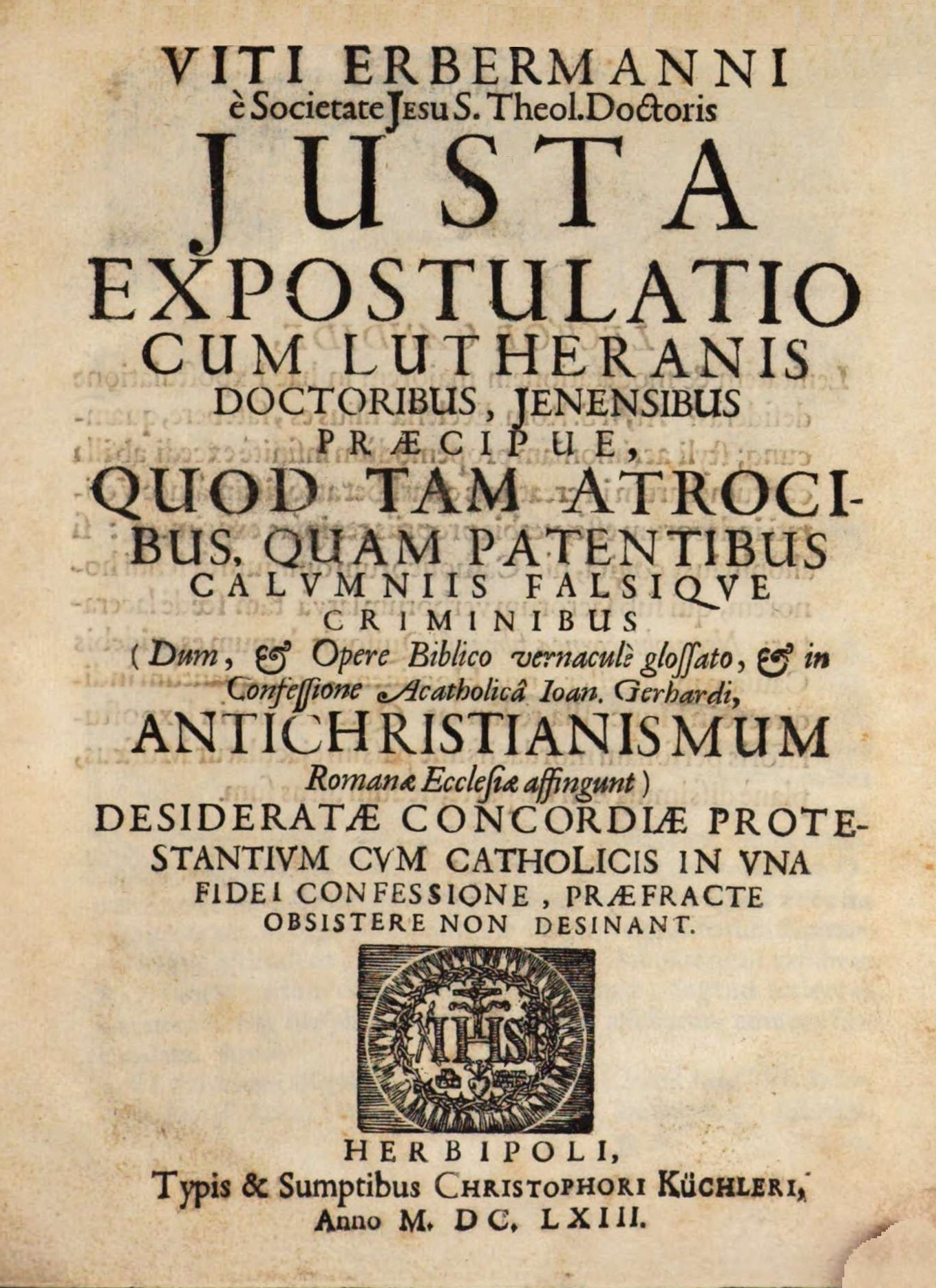
Justa expostulatio cum lutheranis doctoribus, Würzburg 1663

Vitus (Veit) Erbermann, auch Ebermann, (* 25. Mai 1597 in Rentweinsdorf; † 8. April 1675 in Mainz) war ein deutscher Jesuit und katholischer Kontroverstheologe.

## Leben
Vitus Erbermann wuchs als Kind lutherischer Eltern im von der Gegenreformation unberührten unterfränkischen Rentweinsdorf auf, konvertierte aber in jungen Jahren zur katholischen Kirche. 1620 trat er in Mainz dem Jesuitenorden bei. Später war er jahrzehntelang Theologieprofessor in Würzburg, Fulda und Mainz.
Erbermann entfaltete eine lebhafte kontroverstheologische Schreibtätigkeit und formulierte federführend das katholische Nein zu den Kirchenunionsplänen Georg Calixts und Hermann Conrings, die auf einem consensus quinquesaecularis („Konsens der ersten fünf Jahrhunderte“) basierten. Er führte auch die Auseinandersetzung mit zwei Theologen der Universität Jena, dem orthodoxen Lutheraner Johannes Musaeus und dem zur lutherischen Kirche konvertierten ehemaligen Jesuiten Andreas Wigand, einem einstigen Weggefährten.